# Ombrone
Ombrone je řeka v Itálii. S délkou 161 km je druhou nejdelší řekou Toskánska po Arnu, její povodí zaujímá plochu 3494 km². Pramení v pahorkatině Chianti, protéká městy Rapolano Terme, Asciano, Montalcino, Scansano a Grosseto a vlévá se do Tyrhénského moře na území přírodního parku Maremma. Hlavními přítoky jsou Arbia, Crevole, Merse a Orcia. Řeka často mění koryto a unáší množství sedimentů, stav vody v průběhu roku výrazně kolísá. V listopadu 1966 se řeka mimořádně rozvodnila (průtok dosahoval až 3500 m³/s) a napáchala ve městě Grosseto značné škody.
Údolí řeky Valle dell'Ombrone je turistická oblast s četnými středověkými hrady a kláštery, pěstuje se zde kaštanovník jedlý a dub korkový.
Místní ichtyofaunu tvoří jelec italský, parma teverenská, hlaváč černavý nebo introdukovaný kapr obecný, z moře sem proniká placka skvrnitá a cípal pyskatý. V bažinách okolo ústí řeky hnízdí množství vodních ptáků, např. husice liščí, bukač velký nebo dytík úhorní.